# إبراهيم الزبن
إبراهيم محمد خليل الزبن دبلوماسي فلسطيني، قدم أوراق اعتماده سفيرًا لسفارة دولة فلسطين لدى البرازيل في 24 يوليو 2008. شغل سابقًا سفير دولة فلسطين لدى كوبا، وكولومبيا.
في 25 أغسطس 2022، تسّلم الزبن وسام الاستحقاق من درجة الصليب الأكبر من الوزارة العامة العسكرية البرازيلية.